# Vitus Seipel
Vitus Seipel (ur. 21 grudnia 1650 w Lądku, zm. 9 marca 1711 w Pradze) – duchowny katolicki, biskup pomocniczy praski.

## Życiorys
Vitus Seipel pochodził z hrabstwa kłodzkiego. Urodził się w 1650 r. w Lądku. Studiował teologię w Pradze, po której ukończeniu otrzymał święcenia kapłańskie 5 marca 1678 r. 3 stycznia 1701 r. został wybrany przez papieża Klemensa XI na sufragana archidiecezji praskiej z przydzieleniem tytularnej stolicy biskupiej w Hierapolis in Isauria. Konsekracja biskupia odbyła się w tym samym roku w katedrze św. Wita w Pradze.
7 sierpnia 1701 r. w czasie wizytacji parafii na terenie dekanatu kłodzkiego dokonał m.in. konsekracji nowego kościoła parafialnego w Lądku-Zdroju. W 1703 r. został wybrany na urząd wikariusza generalnego archidiecezji. Funkcję tę piastował do swojej śmierci w 1711 r.